# Feryal Abdelaziz
Feryal Abdelaziz (en árabe: فريال أشرف‎) (Egipto, 16 de febrero de 1999) es una luchadora de kárate egipcia y que consiguió ser campeona olímpica en los Juegos Olímpicos de Tokio 2020 en la modalidad de kumite de más de 61 kg, tras ganar en la final a İrina Zaretska.
Feryal Abdelaziz ha sido sido la primera mujer en historia de Egipto en ganar una medalla de oro en unos Juegos Olímpicos.

## Palmarés olímpico
| Juegos Olímpicos | Juegos Olímpicos | Juegos Olímpicos | Juegos Olímpicos |
| Año              | Lugar            | Medalla          | Categoría        |
| ---------------- | ---------------- | ---------------- | ---------------- |
| 2021             | Tokio ( Japón)   | Medalla de oro   | Kumite +61kg     |